# Elias Hoff Melkersen
Elias Hoff Melkersen (* 31. Dezember 2002 in Stjørdal) ist ein norwegischer Fußballspieler, der bei Strømsgodset IF in der Eliteserien unter Vertrag steht und Juniorennationalspieler von Norwegen ist.

## Karriere

### Verein
Hoff Melkersen begann seine Karriere in seiner Heimatstadt bei IL Stjørdals-Blink. Im Jahr 2018 wechselte er in die Jugend des FK Bodø/Glimt in den Norden von Norwegen. Für die erste Mannschaft debütierte Hoff Melkersen am 1. Mai 2019 in der 1. Runde des Norwegischen Pokals gegen Åga IL als er beim 8:0-Sieg für Amadou Konaté eingewechselt wurde. Im weiteren Jahresverlauf kam er in der zweiten Mannschaft zum Einsatz. Für diese erzielte er in der vierten Liga (3. Division/Norsk Tipping-Liga) in 14 Partien fünf Tore. Im Jahr 2020 wurde Hoff Melkersen an den norwegischen Drittligisten IL Hødd verliehen. Mit vier Toren in sieben Ligaspielen verhalf er während der einmonatigen Leihe dem Verein die Vizemeisterschaft hinter Fredrikstad FK in der PostNord-Liga zu erreichen. 2021 folgte eine Leihe zum Zweitligisten Ranheim Fotball. Dort konnte der Stürmer als Stammspieler in 26 Spielen 17 Tore erzielen, womit er drittbester Torschütze der Liga hinter Oscar Aga (24) und Sigurd Hauso Haugen (21) wurde.
Im Januar 2022 wechselte der 19-jährige Hoff Melkersen vorzeitig aus seinem noch laufenden Vertrag bei Bodø/Glimt heraus zum schottischen Erstligisten Hibernian Edinburgh, bei dem er bis 2026 unterschrieb. Ab Januar 2023 wurde er an Sparta Rotterdam in die niederländische Eredivisie verliehen. Am Ende der Saison 2022/23 kehrte er zu den „Hibs“ zurück und bestritt zu Beginn der Saison 2023/24 einen Ligaeinsatz, bevor er Mitte August 2023 nach Norwegen an Strømsgodset IF ausgeliehen wurde. Im Januar 2024 wechselte er fest zu Strømsgodset, nachdem dieser eine Ablösesumme von über einer Million Pfund bezahlt hatte.

### Nationalmannschaft
Hoff Melkersen debütierte im März 2019 in der norwegischen U17-Nationalmannschaft. In sechs Spielen gelangen ihm in dieser Altersklasse zwei Tore. Im Jahr 2020 absolvierte der Stürmer drei Länderspiele für die U18, in der er ohne eigenes Tor blieb. Im September 2021 wurde er erstmals in der U20 eingesetzt für die er bisher in drei Partien zwei Treffer erzielte.